# Liste der Kulturdenkmale in Bräunlingen
In der Liste der Kulturdenkmale in Bräunlingen sind unbewegliche Bau- und Kunstdenkmale aller Stadtteile von Bräunlingen aufgeführt. Zu Bräunlingen gehören neben der Kernstadt Bräunlingen die Stadtteile Döggingen, Mistelbrunn, Unterbränd und Waldhausen. Grundlage für diese Liste ist die vom Regierungspräsidium Freiburg herausgegebene Liste der Bau- und Kunstdenkmale.
Diese Liste ist nicht rechtsverbindlich. Eine rechtsverbindliche Auskunft ist lediglich auf Anfrage bei der Unteren Denkmalschutzbehörde der Stadt Bräunlingen erhältlich.

## Allgemein
- Bild: Zeigt ein ausgewähltes Bild aus Commons, „Weitere Bilder“ verweist auf die Bilder im Medienarchiv Wikimedia Commons.
- Bezeichnung: Nennt den Namen, die Bezeichnung oder die Art des Kulturdenkmals.
- Lage: Straßenname und Hausnummer oder Flurstücknummer des Kulturdenkmals, gegebenenfalls auch den Ortsteil. Die Grundsortierung der Liste erfolgt nach dieser Adresse. Der Link (Karte) führt zu verschiedenen Kartendiensten mit der Position des Kulturdenkmals. Fehlt dieser Link, wurden die Koordinaten noch nicht eingetragen. Sind diese bekannt, können sie über ein Tool mit einer Kartenansicht einfach nachgetragen werden. In dieser Kartenansicht sind Kulturdenkmale ohne Koordinaten mit einem roten bzw. orangen Marker dargestellt und können durch Verschieben auf die richtige Position in der Karte mit Koordinaten versehen werden. Kulturdenkmale ohne Bild sind an einem blauen bzw. roten Marker erkennbar.
- Datierung: Baubeginn, Fertigstellung, Datum der Erstnennung oder grobe zeitliche Einordnung entsprechend des Eintrags in der zuständigen Denkmaldatenbank (Landesamt für Denkmalpflege Baden-Württemberg).
- Beschreibung: Kurzcharakteristik des Kulturdenkmals.

## Bau- und Kulturdenkmale der Stadt Bräunlingen

### Bräunlingen (Kernstadt)
Bau-, Kunst- und Kulturdenkmale in der Kernstadt Bräunlingen:
| Bild           | Bezeichnung                                                         | Lage                                                       | Datierung            | Beschreibung | ID |
| -------------- | ------------------------------------------------------------------- | ---------------------------------------------------------- | -------------------- | --- | -- |
| Weitere Bilder | Stadtbefestigung                                                    | Hüfinger Straße, am Mühlentor (Karte)                      | Ende 13. Jahrhundert | Stadtmauerreste finden sich noch in/an Blaumeerstraße 1,7,9,11,15,19,21,23,27, Kirchstraße 3,7,8,11,15,17,19,25,29, Sommergasse 10,14,16,18,20,22,24,26,32,34,36 und Zwingelgasse 3,4,5,6 und 7. Geschützt nach § 2 DSchG |    |
|                | Wohngebäude Auf dem Buck 4                                          | Bräunlingen, Auf dem Buck 4 (Karte)                        | 17. Jahrhundert      | Geschützt nach § 2 DSchG |    |
|                | Wohngebäude Auf dem Buck 5                                          | Bräunlingen, Auf dem Buck 5 (Karte)                        | 17. Jahrhundert      | Geschützt nach § 2 DSchG |    |
|                | Wohngebäude Auf dem Buck 6, ehemaliges Wächterhaus der Ortsburg.    | Bräunlingen, Auf dem Buck 6 (Karte)                        | 17. Jahrhundert      | Geschützt nach § 2 DSchG |    |
|                | Fußgängertreppe von der Zwingelgasse Auf dem Buck                   | Bräunlingen, Auf dem Buck (Karte)                          |                      | Erhaltenswerter historischer Fußweg. Gebäude in der Mitte: Auf dem Buck 6, Gebäude rechts Auf dem Buck 5. |    |
|                | Mietwohngebäude (Schellenbergisches Schloss) Blaumeerstraße 1, 3, 5 | Bräunlingen, Blaumeerstraße 1, 3, 5 (Karte)                |                      | Geschützt nach § 2 DSchG | BW |
|                | Quergeteiltes Einhaus Blaumeerstraße 6                              | Bräunlingen, Blaumeerstraße 6 (Karte)                      |                      | Erhaltenswertes Gebäude | BW |
|                | Wohnhaus Blaumeerstraße 7a                                          | Bräunlingen, Blaumeerstraße 7a (Karte)                     | 1920                 | Erhaltenswertes Gebäude | BW |
|                | Quergeteiltes Einhaus Blaumeerstraße 9                              | Bräunlingen, Blaumeerstraße 9 (Karte)                      | 18. Jahrhundert      | Geschützt nach § 2 DSchG | BW |
|                | Quergeteiltes Einhaus Blaumeerstraße 10                             | Bräunlingen, Blaumeerstraße 10 (Karte)                     | 17. Jahrhundert      | Erhaltenswertes Gebäude | BW |
|                | Ehem. Elektrizitätswerk und Waschhaus Blaumeerstraße 12             | Bräunlingen, Blaumeerstraße 12 (Karte)                     | 1905                 | Geschützt nach § 2 DSchG |    |
|                | Quergeteiltes Einhaus Blaumeerstraße 21                             | Bräunlingen, Blaumeerstraße 21 (Karte)                     | um 1300              | Geschützt nach § 2 DSchG | BW |
|                | Wohn- und Geschäftshaus Blaumeerstraße 27                           | Bräunlingen, Blaumeerstraße 27 (Karte)                     | nach 1900            | Erhaltenswertes Gebäude | BW |
|                | Gusseiserner Brunnen Blaumeerstraße                                 | Bräunlingen, Blaumeerstraße (Karte)                        | 1899                 | Geschützt nach § 2 DSchG |    |
|                | Quergeteiltes Einhaus Dekan-Metz-Straße 2                           | Bräunlingen, Dekan-Metz-Straße 2 (Karte)                   | 19. Jahrhundert      | Erhaltenswertes Gebäude |    |
|                | Quergeteiltes Einhaus Dekan-Metz-Straße 4                           | Bräunlingen, Dekan-Metz-Straße 4 (Karte)                   | 19. Jahrhundert      | Erhaltenswertes Gebäude | BW |
|                | Quergeteiltes Einhaus Dekan-Metz-Straße 6                           | Bräunlingen, Dekan-Metz-Straße 6 (Karte)                   | 19. Jahrhundert      | Erhaltenswertes Gebäude | BW |
|                | Quergeteiltes Einhaus Dekan-Metz-Straße 9                           | Bräunlingen, Dekan-Metz-Straße 9 (Karte)                   | 19. Jahrhundert      | Geschützt nach § 2 DSchG | BW |
|                | Wegkreuz Gupfengasse/Grabenring                                     | Bräunlingen, Gupfengasse/Grabenring (Karte)                | 1814                 | Geschützt nach § 2 DSchG |    |
| Weitere Bilder | Mühlentor                                                           | Kirchstraße 1 (Karte)                                      |                      | Mühlentor in Bräunlingen |    |
| Weitere Bilder | Quergeteiltes Einhaus (Gasthaus Zacher) Kirchstraße 2               | Bräunlingen, Kirchstraße 2 (Karte)                         | 19. Jahrhundert      | Erhaltenswertes Gebäude |    |
|                | Ehem. Kaplanei, Wohnhaus Kirchstraße 3                              | Bräunlingen, Kirchstraße 3 (Karte)                         | 19. Jahrhundert      | Geschützt nach § 2 DSchG |    |
|                | Quergeteiltes Einhaus Kirchstraße 9                                 | Bräunlingen, Kirchstraße 9 (Karte)                         | 17. Jahrhundert      | Geschützt nach § 2 DSchG | BW |
| Weitere Bilder | Rathaus                                                             | Kirchstraße 10 (Karte)                                     | 16. Jahrhundert      | Rathaus |    |
|                | Quergeteiltes Einhaus Kirchstraße 11                                | Bräunlingen, Kirchstraße 11 (Karte)                        | 17. Jahrhundert      | Geschützt nach § 2 DSchG | BW |
|                | Quergeteiltes Einhaus Kirchstraße 12                                | Bräunlingen, Kirchstraße 12 (Karte)                        | 18. Jahrhundert      | Geschützt nach § 2 DSchG | BW |
|                | Quergeteiltes Einhaus. (Stockburg) Kirchstraße 14                   | Bräunlingen, Kirchstraße 14 (Karte)                        | 16. Jahrhundert      | Geschützt nach § 2 DSchG | BW |
|                | Quergeteiltes Einhaus (Schultheißenhaus) Kirchstraße 15             | Bräunlingen, Kirchstraße 15 (Karte)                        | 18. Jahrhundert      | Geschützt nach § 2 DSchG |    |
|                | Quergeteiltes Einhaus Kirchstraße 17                                | Bräunlingen, Kirchstraße 17 (Karte)                        | 17./18. Jahrhundert  | Geschützt nach § 2 DSchG | BW |
|                | Gumppbrunnen Kirchstraße 17                                         | Bräunlingen, Kirchstraße 17 (Karte)                        | 1955                 | Erhaltenswertes Kleindenkmal |    |
|                | Tordurchgang Kirchstraße 19                                         | Bräunlingen, Kirchstraße 19 (Karte)                        | 18. Jahrhundert      | Geschützt nach § 2 DSchG |    |
|                | Quergeteiltes Einhaus Kirchstraße 20                                | Bräunlingen, Kirchstraße 20 (Karte)                        | 19. Jahrhundert      | Erhaltenswertes Gebäude | BW |
|                | Ehemalige Schule Kirchstraße 24                                     | Bräunlingen, Kirchstraße 24 (Karte)                        | 19. Jahrhundert      | Geschützt nach § 2 DSchG | BW |
|                | Quergeteiltes Einhaus Kirchstraße 25                                | Bräunlingen, Kirchstraße 25 (Karte)                        | 16. Jahrhundert      | Geschützt nach § 2 DSchG | BW |
| Weitere Bilder | Volksschule Kirchstraße 31                                          | Bräunlingen, Kirchstraße 31 (Karte)                        | 1912                 | Geschützt nach § 2 DSchG |    |
|                | Denkmal für Erzherzog Friedrich v. Baden                            | Kirchstraße (vor dem Mühlentor) (Karte)                    | 1909                 | Denkmal für Großherzog Friedrich I. von Baden, von dem Bildhauer Wilhelm Sauer, von 1909. Geschützt nach § 2 DSchG |    |
|                | Steinkreuz mit Begleitfiguren                                       | Kirchstraße (vor dem Mühlentor) (Karte)                    |                      | Steinkreuz mit Begleitfiguren Geschützt nach § 2 DSchG |    |
|                | Wegkreuz Kirchstraße (vor der Rötenbachbrücke)                      | Bräunlingen, Kirchstraße (vor der Rötenbachbrücke) (Karte) |                      | Geschützt nach § 2 DSchG | BW |
| Weitere Bilder | St. Remigius (Bräunlingen)                                          | Bräunlingen, Kirchstraße, Friedhofweg 5 (Karte)            | um 1000              | Remigiuskirche, ehemalige Pfarrkirche (bis 1694), deren Turm um das Jahr 1000 entstanden ist Geschützt nach § 12 DSchG |    |
|                | Gefallenendenkmal Deutsch–Französischer Krieg                       | Bräunlingen, Kirchstraße, Friedhofweg 5 (Karte)            | 1871                 | Gefallenendenkmal 1870/71, Tafel an der Friedhofsmauer |    |
|                | Quergeteiltes Einhaus Mittelgasse 3/3a                              | Bräunlingen, Mittelgasse 3/3a (Karte)                      | 1921                 | Geschützt nach § 2 DSchG | BW |
|                | Quergeteiltes Einhaus Mittelgasse 4                                 | Bräunlingen, Mittelgasse 4 (Karte)                         | um 1605              | Geschützt nach § 2 DSchG | BW |
|                | Wohn- und Geschäftshaus Sommergasse 2                               | Bräunlingen, Sommergasse 2 (Karte)                         | 1903                 | Geschützt nach § 2 DSchG |    |
|                | Kaisertörle Sommergasse 10/12                                       | Bräunlingen, Sommergasse 10/12 (Karte)                     | Ende 19. Jahrhundert | Geschützt nach § 2 DSchG |    |
|                | Quergeteiltes Einhaus Sommergasse 14                                | Bräunlingen, Sommergasse 14 (Karte)                        | 16. Jahrhundert      | Geschützt nach § 2 DSchG | BW |
|                | Quergeteiltes Einhaus Sommergasse 16                                | Bräunlingen, Sommergasse 16 (Karte)                        | 16. Jahrhundert      | Geschützt nach § 2 DSchG | BW |
|                | Quergeteiltes Einhaus Sommergasse 18                                | Bräunlingen, Sommergasse 18 (Karte)                        | 16. Jahrhundert      | Geschützt nach § 2 DSchG | BW |
|                | Gusseiserner Brunnen Sommergasse 24                                 | Bräunlingen, Sommergasse 24 (Karte)                        | 1878                 | Geschützt nach § 2 DSchG | BW |
|                | Quergeteiltes Einhaus Sommergasse 32                                | Bräunlingen, Sommergasse 32 (Karte)                        | 17. Jahrhundert      | Geschützt nach § 2 DSchG | BW |
|                | Quergeteiltes Einhaus Sommergasse 34                                | Bräunlingen, Sommergasse 34 (Karte)                        | 16. Jahrhundert      | Erhaltenswertes Gebäude | BW |
|                | Quergeteiltes Einhaus Sommergasse 36                                | Bräunlingen, Sommergasse 36 (Karte)                        | 16. Jahrhundert      | Geschützt nach § 2 DSchG | BW |
|                | Ehrensäule Spitalplatz                                              | Bräunlingen, Spitalplatz (Karte)                           | 1896                 | Ehrensäule aus rotem Buntsandstein in Obeliskform für die Kriegsteilnehmer 1870/71. Geschützt nach § 2 DSchG |    |
|                | Waldtorkreuz Spitalplatz                                            | Bräunlingen, Spitalplatz (Karte)                           | 1742                 | Geschützt nach § 2 DSchG |    |
|                | Brunnen Zähringerstraße 1                                           | Bräunlingen, Zähringerstraße 1 (Karte)                     |                      | Erhaltenswertes Kleindenkmal |    |
| Weitere Bilder | Unserer Lieben Frau vom Berge Karmel                                | Zähringerstraße 3 (Karte)                                  | 1881–1883            | Pfarrkirche Unserer Lieben Frau vom Berge Karmel, 1881–1883 von Adolf Weinbrenner. Geschützt nach § 2 DSchG |    |
|                | Quergeteiltes Einhaus Zähringerstraße 12                            | Bräunlingen, Zähringerstraße 12 (Karte)                    |                      | Erhaltenswertes Gebäude | BW |
|                | Quergeteiltes Einhaus Zähringerstraße 13                            | Bräunlingen, Zähringerstraße 13 (Karte)                    | 16. Jahrhundert      | Geschützt nach § 2 DSchG | BW |
|                | Wohn- und Geschäftshaus Zähringerstraße 20                          | Bräunlingen, Zähringerstraße 20 (Karte)                    | 17. Jahrhundert      | Geschützt nach § 2 DSchG | BW |
|                | Wohn- und Geschäftshaus Zähringerstraße 22                          | Bräunlingen, Zähringerstraße 22 (Karte)                    |                      | Erhaltenswertes Gebäude | BW |
|                | Wohn- und Geschäftshaus Zähringerstraße 28                          | Bräunlingen, Zähringerstraße 28 (Karte)                    | 17./18. Jahrhundert  | Geschützt nach § 2 DSchG |    |
|                | Quergeteiltes Einhaus Zähringerstraße 30                            | Bräunlingen, Zähringerstraße 30 (Karte)                    | 17. Jahrhundert      | Geschützt nach § 2 DSchG |    |
| Weitere Bilder | Kelnhof                                                             | Zwingelgasse 1 (Karte)                                     |                      | Kelnhof, auch Kehlhof. Hofgut, das einem (Benediktiner-)Kloster zinspflichtig war. |    |
|                | Quergeteiltes Einhaus Zwingelgasse 6                                | Bräunlingen, Zwingelgasse 6 (Karte)                        | 16. Jahrhundert      | Geschützt nach § 2 DSchG | BW |

### Bräunlingen (Gemarkung)
Bau-, Kunst- und Kulturdenkmale auf der Gemarkung Bräunlingen:
| Bild           | Bezeichnung               | Lage                                               | Datierung | Beschreibung | ID |
| -------------- | ------------------------- | -------------------------------------------------- | --------- | --- | -- |
|                | Bildstock/Sühnestein      | Nußbühl (Karte)                                    |           | Als Kreuz ausgeführter Bildstock (Kreuzstein), schwach Buchstaben O oder C, darin evtl. ein S, und daneben eine 9 zu erkennen |    |
|                | Bildstock mit Pietà       | An der K5740 (Karte)                               | 1584      | Bildstock mit Pietà in vergitterter Nische |    |
|                | Gedenkkreuz Nikolaus Groß | Nordwestlich des Tribergs (Karte)                  | 1775      | Gedenkstein, ausgeführt als rudimentäres Kreuz, für den hier am 12. Oktober 1775 ums Leben gekommenen Soldaten Nikolaus Groß |    |
|                | Denkmal Kaiser Leopold I. | Abzweig an der K5740 (Karte)                       | 1904      | Findling mit Inschrift als Gedenkstein für Kaiser Leopold I., der 1685 eine Abteilung Soldaten des österreichischen Regiments von Stadel schickte, um den unrechtmäßig von den Fürstenbergern besetzten Bräunlinger Stadtwald zu sichern |    |
|                | Bildstock St. Sebastian   | Im Schachen, Gemarkungsgrenze Hubertshofen (Karte) | 1753      | Bildstock mit Inschrift, vergitterter Nische und Heiligenfigur |    |
| Weitere Bilder | Stetten–Kreuz             | Hüfinger Straße (Karte)                            | 1741      | Wegkreuz mit kleinem Bildstock an der Gemarkungsgrenze zu Hüfingen, geschaffen von Joseph Moll. Es ist auch als Steinernes Kreuz (Stonernes Kriiz) bekannt.                                                                              |    |
| Weitere Bilder | Remigiusstein             | Tirolerhalde, an der K5740 (Karte)                 | 1749      | Bildstock mit Heiligenfigur in vergitterter Nische |    |
|                | Gedenkkreuz Rudolf Welte  | Fohlenweide (Karte)                                | 1928      | Kreuz für den damals hier lebenden Holzfäller Rudolf Welte, der am 11.11.1928 in seiner Hütte ermordet wurde. |    |

### Döggingen
Bau-, Kunst- und Kulturdenkmale in Döggingen:
| Bild           | Bezeichnung      | Lage                           | Datierung | Beschreibung                           | ID |
| -------------- | ---------------- | ------------------------------ | --------- | -------------------------------------- | -- |
|                | Friedhofskapelle | Am Bahnhof (Karte)             |           | Friedhofskapelle                       | BW |
| Weitere Bilder | St. Mauritius    | Johannes-Schmid-Straße (Karte) |           | Pfarrkirche St. Mauritius in Döggingen |    |

### Mistelbrunn
Bau-, Kunst- und Kulturdenkmale in Mistelbrunn:
| Bild           | Bezeichnung        | Lage                         | Datierung | Beschreibung                   | ID                       |
| -------------- | ------------------ | ---------------------------- | --------- | ------------------------------ | ------------------------ |
|                | ehemaliges Rathaus | Bubenbacher Straße 2 (Karte) |           | ehemaliges Rathaus Mistelbrunn |                          |
| Weitere Bilder | Markuskapelle      | Bubenbacher Straße 6 (Karte) |           | Markuskapelle in Mistelbrunn   | Wikidata-Objekt anzeigen |

### Unterbränd
Bau-, Kunst- und Kulturdenkmale in Unterbränd:
| Bild           | Bezeichnung   | Lage                               | Datierung | Beschreibung                                  | ID |
| -------------- | ------------- | ---------------------------------- | --------- | --------------------------------------------- | -- |
| Weitere Bilder | St. Anna      | Kapellenstraße (Karte)             |           | Kapelle St. Anna                              |    |
| Weitere Bilder | Burg Kirnberg | bei der Brändbachtalsperre (Karte) |           | Burgruine Kirnberg bei Bräunlingen-Unterbränd |    |

### Waldhausen
Bau-, Kunst- und Kulturdenkmale in Waldhausen:
| Bild           | Bezeichnung              | Lage    | Datierung | Beschreibung                                                                                                   | ID |
| -------------- | ------------------------ | ------- | --------- | --- | -- |
| Weitere Bilder | Burg Dellingen           | (Karte) | 1000–1200 | Burgruine Dellingen bei Bräunlingen-Waldhausen                                                                 |    |
|                | Gedenkstein Michael Benz | (Karte) | 1862      | Gedenkstein für den Reiselfinger Landwirt Michael Benz, der hier am 26.11.1862 an einem Herzschlag starb.      |    |
| Weitere Bilder | Wegkreuz Marx Bosch      | (Karte) | 1735      | Gedenkkreuz für Pfarrer Marx Bosch, der hier auf dem Rückweg von einem Versehgang vom Pferd stürzte und starb. |    |